# Eyerusalem Kelil
Eyerusalem Kelil, née le 21 janvier 1992, est une coureuse cycliste éthiopienne. Championne d'Éthiopie du contre-la-montre en 2015 et 2016 et sur route en 2015, elle est championne d'Afrique du contre-la-montre par équipe en 2018.

## Palmarès
- 2013
  -  Médaillée de bronze du championnat d'Afrique du contre-la-montre par équipe
  - 10e du championnat d'Afrique du contre-la-montre
- 2015
  -  Championne d'Éthiopie sur route
  -  Championne d'Éthiopie du contre-la-montre
- 2016
  -  Championne d'Éthiopie du contre-la-montre
- 2018
  -  Championne d'Afrique du contre-la-montre par équipe (avec Selam Amha, Eyeru Tesfoam Gebru, Tsega Beyene)
  - 10e du championnat d'Afrique sur route

## Classements mondiaux
| Année                                 | 2014 | 2015 | 2016 | 2017 | 2018 |
| ------------------------------------- | ---- | ---- | ---- | ---- | ---- |
| Classement UCI                        | 600e | 255e | 513e | nc   | 287e |
|                                       |      |      |      |      |      |
| Légende : nc = non classéSource : UCI |      |      |      |      |      |